# دو دختر و ملوان
دو دختر و ملوان (انگلیسی: Two Girls and a Sailor) فیلمی در ژانر کمدی رمانتیک و موزیکال به کارگردانی ریچارد تورپ است که در سال ۱۹۴۴ منتشر شد.

## بازیگران
- جون الیسون
- گلوریا دهیون
- ون جانسون
- تام دریک
- هنری استیونسون
- هنری اونیل
- دونالد میک
- جیمی درنت
- لنا هورن
- ویرجینیا اوبراین
- هری جیمز
- شاویه کوگات
- اوا گاردنر
- فرانک سالی
- گریسی آلن
- جو یول
- دودلز ویوِر
- ویلیام ان. بیلی